# Гаррі Патон
Гаррі Патон (англ. Harry Paton, нар. 23 травня 1998, Кітченер) — канадський футболіст, півзахисник шотландського клубу «Мотервелл» та національної збірної Канади.

## Клубна кар'єра
Народився 23 травня 1998 року в місті Кітченер у родині англійця і канадки. У дитинстві Гаррі Пейтон грав у футбол і теніс. Коли йому було п'ять років, він почав грати за «Кітченер СК» зі свого рідного міста. Влітку 2014 року він приїхав до англійського «Фулгема». Провівши два роки в академії «дачників», Патон переїхав до Шотландії, щоб приєднатися до академії клубу «Гарт оф Мідлотіан». На сезон 2017/18 його віддали в оренду клубу четвертого дивізіону країни «Стенгаузмюїр», де він допоміг їм піднятися до третього дивізіону, забивши вісім голів у 31 грі.
Не зігравши в першій команді «Гартс», Патон відразу після завершення оренди перейшов до клубу другого дивізіону «Росс Каунті», але провів першу половину сезону знову в оренді в «Стенгаузмюїрі», але повернувся з оренди в січні. З «Россом» він зміг відсвяткувати титул у другому дивізіоні та виграти Кубок виклику в сезоні 2018/19. Після цього гравець провів за клуб ще три сезони у вищому дивізіоні Шотландії. У червні 2022 року оголошено, що Патон відхилив пропозицію про новий контракт із клубом, закінчивши свій період у «Росс Каунті» після чотирьох сезонів.
1 квітня 2023 року Патон підписав контракт із «Мотервеллом», а пізніше того ж дня дебютував за клуб. Станом на 13 квітня 2025 року відіграв за команду з Мотервелла 51 матч в національному чемпіонаті.

## Виступи за збірні
2015 року у складі юнацької збірної Канади (U-17) був учасником юнацького чемпіонату КОНКАКАФ в Гондурасі, загалом на юнацькому рівні взяв участь у 6 іграх. Того ж року зіграв один матч у складі молодіжної збірної Канади.
Не зігравши жодної гри у складі національної збірної Канади, включений до заявки на Золотий кубок КОНКАКАФ 2021 року у США, але на турнірі він на поле не вийшов.
2023 року дебютував в офіційних матчах у складі національної збірної Канади в товариській грі проти Японії, вийшовши на заміну замість Самюеля П'єтта на 61-й хвилині.
| Дата       | Місто   | Господарі | Результат | Гості  | Турнір           | Голи | Примітки |
| ---------- | ------- | --------- | --------- | ------ | ---------------- | ---- | -------- |
| 13-10-2023 | Ніїґата | Японія    | 4 – 1     | Канада | товариський матч | -    | 62'      |
| Усього     |         | Матчів    | 1         |        | Голів            | 0    |          |

## Особисте життя
Молодший брат Патона, Бен, також є професійним футболістом.